# Vanua paphia
Vanua paphia är en insektsart som beskrevs av Ronald Gordon Fennah 1950. Vanua paphia ingår i släktet Vanua och familjen Tropiduchidae. Inga underarter finns listade i Catalogue of Life.